# Супербоул XLVIII
Супербоул XLVIII (англ. Super Bowl XLVIII) — 48 решающая игра НФЛ. Матч Национальной Футбольной Конференции (НФК) против Американской Футбольной Конференции (АФК). От НФК играл Сиэтл Сихокс, от АФК — Денвер Бронкос. Матч прошел 2 февраля 2014 года. В присутствии 82 529 человек Сиэтл уверенно победил со счётом 43-8.

## Трансляция
В США игру транслировал FOX. Трансляция собрала 111,5 миллионов человек и сделала эту трансляцию рекордной по просматриваемости за всю историю США. В России игру транслировал НТВ-Плюс.

## Ход матча
ПЕРВАЯ ПОЛОВИНА
Уже на первом владении мяча, снэпер Денвера сделал плохой пас назад. Мяч отлетел в свою зачетную зону, где его накрыл игрок Денвера для сейфти. Сиэтл повел 2:0. Затем Сиэтл сделал два филд гола и увеличил преимущество до 8-0. Во второй четверти 1-ярдовый тачдаун от Сиэтл сделал счет 15-0, а перехват в тачдаун на 69 ярдов, делает счет к перерыву 22-0 в пользу «Сихокс».
ВТОРАЯ ПОЛОВИНА
Возврат в тачдаун «кик-оффа» от Сиэтла и 23-ярдовый прием в зачетную зону от «Сихокс» делает счет 36-0. Тачдаун и удачная двух очковая реализация, оформляет первый набор очков Денвера, за одну четверть до конца. В четвёртой четверти Сиэтл устанавливает финальный счет 10-ярдовым тачдауном, 43-8 в пользу Сиэтла. Остальное время матча прошли без набора очков.
ФИНАЛЬНАЯ СТАТИСТИКА
Супербоул XLVIII: Сиэтл Сихокс 43, Денвер Бронкос 8
|               | 1 | 2  | 3  | 4 | Общее количество |
| ------------- | - | -- | -- | - | ---------------- |
| Сихокс (НФК)  | 8 | 14 | 14 | 7 | 43               |
| Бронкос (АФК) | 0 | 0  | 8  | 0 | 8                |

на стадионе МетЛайф , Восточный Резерфорд, Нью-Джерси
- Дата : 2 февраля 2014 г.
- Время игры : 6:32 вечера EST
- Погода в игре : Небольшая облачность, 9℃ (49℉)
- Посещаемость игры : 82 529
- Судья : Терри МакОлей

DEN-Денвер, SEA-Сиэтл
■ Первая четверть:
- SEA-14:48-игрок Денвера остановлен в своей зоне, Сиэтл повел 2:0
- SEA-10:21-31-ярдовый филд гол, Сиэтл ведет 5-0
- SEA-2:16-33-ярдовый филд гол, Сиэтл ведет 8:0

■ Вторая четверть:
- SEA-12:00-1-ярдовый тачдаун+экстрапоинт, Сиэтл ведет 15:0
- SEA-3:21-перехват в тачдаун на 69 ярдов, Сиэтл ведет 22:0

■ Третья четверть:
- SEA-14:48-возврат в тачдаун «кик-оффа» на 87 ярдов, Сиэтл ведет 29-0
- SEA-2.58-23-ярдовый тачдаун+экстрапоинт, Сиэтл ведет 36-0
- DEN-0:00-14-ярдовый тачдаун+2-х очковая реализация, Сиэтл ведет 36-8

■ Четвёртая четверть:
- SEA-11:45-10-ярдовый тачдаун+экстрапоинт, Сиэтл ведет 43-8